# 里夏德·福格特
里夏德·福格特（德語：Richard Vogt，1913年1月26日—1988年7月13日），德国前男子拳击运动员。他曾代表德国参加1936年夏季奥林匹克运动会拳击比赛，获得男子175磅级银牌。